# إسلام كندي
إسلام كندي هي قرية في مقاطعة مشكين شهر، إيران. عدد سكان هذه القرية هو 106 في سنة 2006.